# Addiction
Addiction är ett heavy metal-album med gruppen Crawley av Soundfront och släpptes 1992. Addiction är deras debutalbum.

## Låtlista
| Nr  | Titel             | Längd | Notering |
| --- | ----------------- | ----- | -------- |
| 1.  | Lady Of Dreams    |       |          |
| 2.  | Waiting           |       |          |
| 3.  | Wanted            |       |          |
| 4.  | Addiction         |       |          |
| 5.  | I'll Be On My Way |       |          |
| 6.  | Freedom           |       |          |
| 7.  | Wasting Time      |       |          |
| 8.  | Don't Look Back   |       |          |
| 9.  | Deceived          |       |          |
| 10. | A War We Started  |       |          |
| 11. | Lies              |       |          |